# تاريخ حساب المثلثات
يمكن تتبع الدراسة القديمة للمثلثات حتى الألفية الثانية قبل الميلاد، في الرياضيات المصرية (بردية ريند الرياضية) والرياضيات البابلية. بدأت الدراسة المنهجية للدوال المثلثية في الرياضيات الهلنستية، ووصلت إلى الهند كجزء من علم الفلك الهلنستي. في علم الفلك الهندي، ازدهرت دراسة الدوال المثلثية في الفترة الغوبتية، خاصة بفضل أريابهاتا (القرن السادس الميلادي)، الذي اكتشف دالة الجيب. خلال العصور الوسطى، استمرت دراسة حساب المثلثات في الرياضيات الإسلامية، من قبل علماء الرياضيات مثل الخوارزمي وأبو الوفاء البوزجاني. أصبح تخصصًا مستقلاً في العالم الإسلامي، حيث عُرفت جميع الدوال المثلثية الستة. أدت ترجمات النصوص العربية واليونانية إلى اعتماد حساب المثلثات موضوعًا في الغرب اللاتيني بدءًا من عصر النهضة مع ريغيومونتانوس. تحول تطور حساب المثلثات الحديث خلال عصر التنوير، بدءًا من الرياضيات في القرن السابع عشر (إسحاق نيوتن وجيمس ستيرلنغ) ووصل إلى شكله الحديث مع ليونهارت أويلر (1748).

## التطور

### الشرق الأدنى القديم
عرف المصريون القدماء والبابليون مبرهنات على نسب أضلاع المثلثات المتشابهة لعدة قرون. ومع ذلك، نظرًا لأن مجتمعات ما قبل الإغريقية افتقرت إلى مفهوم قياس الزاوية، فقد اقتصرت على دراسة أضلاع المثلثات بدلاً من ذلك.
احتفظ الفلكيون البابليون بمخطوطات تفصيلية عن شروق وغروب النجوم، وحركة الكواكب، وكسوف الشمس وخسوف القمر، وكلها تتطلب إلمام بالمسافات الزاوية المقاسة على القبة السماوية. استنادًا إلى أحد التفسيرات للوحة المسمارية بليمبتون 322 (حوالي 1900 قبل الميلاد)، أكد البعض أن البابليين القدماء لديهم جدول القواطع. ومع ذلك، هناك الكثير من الجدل حول ما إذا كان جدول ثلاثيات فيثاغورس، أو حل المعادلات التربيعية، أو جدول مثلثي.

من ناحية أخرى، استخدم المصريون شكلًا بدائيًا لحساب المثلثات لبناء الأهرامات في الألفية الثانية قبل الميلاد. بردية ريند الرياضية، كتبها الكاتب المصري أحمس (حوالي 1680-1620 قبل الميلاد)، تحتوي على المشكلة التالية المتعلقة بحساب المثلثات:
حل أحمس للمشكلة هو نسبة نصف ضلع القاعدة الهرم إلى ارتفاعه. وبعبارة أخرى، فإن المقدار الذي وجده للسقد هو ظل التمام لزاوية بين قاعدة الهرم ووجهه.

### العصر الكلاسيكي

يقابل وتر الزاوية قوس الزاوية.

استخدم علماء الرياضيات اليونانيين والهلنستيين الوتر. باعتبار الدائرة وقوسها، فإن الوتر هو المستقيم الذي يقابل القوس. يمر المُنَصِّف العمودي للوتر عبر مركز الدائرة ويُنَصِّف الزاوية. نصف الوتر المُنَصَّف هو جيب نصف الزاوية المُنَصَّفة، أي:
وتر الزاوية = 2×r × sin (الزاوية2) 
حيث r هو نصف قطر الدائرة.
وبالتالي تُعرف دالة الجيب أيضًا باسم «نصف الوتر». بسبب هذه العلاقة، كان عدد من المتطابقات والمبرهنات المثلثية المعروفة اليوم معروفة أيضًا لدى علماء الرياضيات الهلنستيين، ولكن في شكل الوتر المكافئ لها.
على الرغم من عدم وجود حساب المثلثات في أعمال إقليدس وأرخميدس، بالمعنى الدقيق للكلمة، هناك مبرهنات مقدمة بطريقة هندسية (بدلاً من طريقة مثلثية) تعادل قوانين أو صيغ المثلثات المحددة.  على سبيل المثال ، التقارير الثانية عشرة والثالثة عشرة من الكتاب الثاني لـ «الأصول» هي قوانين جيب التمام للزوايا الحادة والمنفرجة، على التوالي. المبرهنات على أطوال الأوتار هي تطبيقات قانون الجيب. وتعادل مبرهنة أرخميدس عن الأوتار المكسورة الصيغ لجيوب المجموع وفرق الزوايا. للتعويض عن نقص جدول الأوتار، يستخدم علماء الرياضيات في زمن أرسطرخس الساموسي أحيانًا عبارة مفادها أنه بالترميز الحديث: sin α/sin β < α/β < tan α/tan β كلما كان 0° < β < α < 90°، والمعروف الآن باسم متباينة أرسطرخس [الإنجليزية].
يبدو أن أبرخش (180 - 125 ق.م) قام بانتاج أول جدول مثلثي، والذي يُعرف الآن بالتالي باسم أبي حساب المثلثات. كان أبرخش أول من قام بجدولة القيم المقابلة للقوس والوتر لسلسلة من الزوايا.
على الرغم من أنه من غير المعروف متى جاء الاستخدام المنهجي لدائرة 360 درجة في الرياضيات، فمن المعروف أن الإدخال المنهجي لدائرة 360 درجة جاء قليلاً بعد تأليف أرسطرخس الساموسي "عن أحجام ومسافات الشمس والقمر [الإنجليزية]" (حوالي  260 ق.م)، حيث قام بقياس زاوية بدلالة كسر لِرُباعي. يبدو أن الاستخدام المنهجي لدائرة 360 درجة يرجع إلى حد كبير إلى أبرخش وجدول الأوتار الخاص به. قد يكون أبرخش قد أخذ فكرة هذا التقسيم من إبسقلاوس الذي قسم اليوم في وقت سابق إلى 360 جزءًا، قد أقتُرِح تقسيم اليوم من قبل علماء الفلك البابليون. في علم الفلك القديم، تم تقسيم دائرة البروج إلى اثني عشر برج أو ستة وثلاثين "ديكان [الإنجليزية]".  يمكن أن تتوافق دورة موسمية التي تقارب 360 يومًا مع بروج وديكانات الدائرة البروجية بتقسيم كل برج إلى ثلاثين جزءًا وكل ديكان إلى عشرة أجزاء. ويرجع ذلك إلى نظام العد الستيني البابلي الذي يتم تقسيم كل درجة إلى ستين دقيقة وتقسم كل دقيقة إلى ستين ثانية.

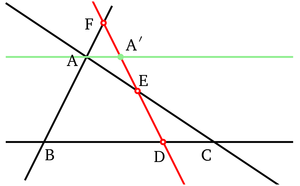
مبرهنة منيلاوس

كتب منيلاوس الإسكندري (حوالي 100 م) في ثلاثة كتب العمل "Sphaerica". في الكتاب الأول، وضع أساسًا للمثلثات الكروية شبيهة بالأساس الإقليدي للمثلثات المستوية. صاغ مبرهنة التي هي بدون تشابه إقليدي، تتطابق مثلثان كرويان إذا كانت الزوايا المقابلة متساوية، لكنه لم يميز بين المثلثات الكروية المتطابقة والمتناظرة. مبرهنة أخرى صاغها هي أن مجموع زوايا المثلث الكروي أكبر من 180 درجة. يطبق الكتاب الثاني من "Sphaerica" الهندسة الكروية على علم الفلك.  ويحتوي الكتاب الثالث على «مبرهنة منيلاوس». كما قدم «قاعدة ست كميات» الشهيرة.
في وقت لاحق، توسع بطليموس (حوالي 90 -  168 م) على أوتار أبرخش في دائرة في كتابه المجسطي. المجسطي هو في المقام الأول عمل في علم الفلك، ويعتمد علم الفلك على حساب المثلثات. 
يقدم جدول الأوتار بطليموس أطوال أوتار الدائرة قطرها 120 كدالة لعدد الدرجات n في القوس المقابل للدائرة،  من أجل n يتراوح من 1/2 إلى 180 بزيادات 1/2. الكتب الثلاثة عشر من المجسطي هي أكثر الأعمال المثلثية تأثيرًا وأهمية في جميع العصور القديمة. أثبتت المبرهنة التي كانت محورية في حساب بطليموس للأوتار التي لا تزال تعرف اليوم باسم مبرهنة بطليموس، أن مجموع جداءات الأضلاع المقابلة للرباعي الدائري يساوي جداء أقطار الرباعي. ظهرت حالة خاصة لمبرهنة بطليموس كتقرير 93 في «معطيات إقليدس». تقود مبرهنة بطليموس إلى ما يعادل المتطابقات الأربعة لمجموع وفرق الزوايا لجيب وجيب التمام التي تعرف اليوم بصيغ بطليموس، على الرغم من أن بطليموس نفسه استخدم الأوتار بدلاً من الجيب وجيب التمام. اشتق بطليموس أيضًا ما يعادل صيغة نصف الزاوية:
{\displaystyle \sin ^{2}\left({\frac {x}{2}}\right)={\frac {1-\cos(x)}{2}}}
استخدم بطليموس هذه النتائج لإنشاء جداوله المثلثية، ولكن لا يمكن تحديد ما إذا كانت هذه الجداول مشتقة من عمل أبرخش.
لم يتبق جداول أبرخش ولا جداول بطليموس حتى يومنا هذا، على الرغم من أن الأوصاف التي كتبها المؤلفون القدماء الآخرون تترك القليل من الشك في أنها كانت موجودة في السابق.
اكتشف فيثاغورس العديد من الخصائص التي تطبق الآن على الدوال المثلثية. مبرهنة فيثاغورس، p2 + b2 = h2 هي تمثيل للمتطابقة المثلثية الأساسية sin2 (x) + cos2 (x) = 1. الطول 1 هو وتر المثلث القائم، وأطوال ساقي المثلث تساوي sin (x) و cos (x) مع كون x إحدى الزوايا غير القائمة. ومن هذا المنطلق، المتطابقة التي يقوم عليها حساب المثلثات هي مبرهنة فيثاغورس.

### الرياضيات الهندية
كانت بعض التطورات المبكرة والمهمة للغاية في حساب المثلثات في الهند. الأعمال المؤثرة من القرن الرابع إلى الخامس، والمعروفة باسم «سِيدْهانْتات» (جمع «سيدهانتا») (التي كان هناك خمسة منها، وأهمها سوريا سيدهانتا) عرفت أولاً الجيب بالعلاقة الحديثة بين نصف الزاوية ونصف الوتر، وعرّفت أيضًا جيب التمام، وسهم الزاوية (1 - جيب تمامها)، ودالة الجيب العكسية. بعد ذلك بفترة وجيزة، قام عالم رياضيات وعالم فلك هندي آخر، أريهاباتا (476-550 م)، بجمع وتوسيع تطورات سِيدْهانْتات في عمل مهم يسمى «أريابهاتِيّة». تحتوي سِيدْهانْتات وأريابهاتِيّا على الجداول القديمة الباقية لقيم الجيب وقيم السهم، في فترات من 0 درجة إلى 90 درجة، بدقة 4 منازل عشرية. استخدموا الكلمات التالية: «جيا» للجيب، و«كوجيا» لجيب التمام، و«أوتكراما جيا» للسهم، و «أُتكرام جيا» لدالة الجيب العكسية. أصبحت الكلمات «جيا» و«كوجيا» في نهاية المطاف «جيب» و«جيب التمام» في ترجمة العلماء المسلمين لتلك الأعمال.
في القرن السابع ، أنتج بهاسكارا الأول صيغة لحساب جيب الزاوية الحادة دون استخدام الجدول. كما قدم الصيغة التقريبية التالية لجيب الزاوية x، التي كان خطأها النسبي أقل من 1.9 ٪:
{\displaystyle \sin x\approx {\frac {16x(\pi -x)}{5\pi ^{2}-4x(\pi -x)}},\qquad \left(0\leq x\leq \pi \right)}
في وقت لاحق من القرن السابع، أعاد براهماغوبتا تطوير الصيغة {\displaystyle \ 1-\sin ^{2}(x)=\cos ^{2}(x)=\sin ^{2}\left({\frac {\pi }{2}}-x\right)}وصيغة الاستيفاء لبراهماغوبتا [الإنجليزية] لحساب قيم الجيب.
في القرن الثاني عشر، طور بهاسكارا الثاني حساب المثلثات الكروية، واكتشف العديد من النتائج المثلثية.
كان بهاسكارا الثاني واحد من الأوائل الذين اكتشفوا النتائج المثلثية لـ {\displaystyle \sin \left(a+b\right)}  و {\displaystyle \sin \left(a-b\right)} مثل:
{\displaystyle \sin \left(a+b\right)=\sin a\cos b+\cos a\sin b}
خَطَ مادهافا (حوالي 1400) خطوات واسعة ومبكرة في تحليل الدوال المثلثية ومتسلسلاتهن اللانهائية. ووضع مفاهيم متسلسلة القوى ومتسلسلة تايلور، وأنتج متسلسلة القوى لكل من الجيب وجيب التمام والظل ودالة الظل العكسية.  باستخدام تقريب دالتي الجيب وجيب التمام بواسطة متسلسلة تايلور، أنتج جدول الجيب ووصل إلى 12 منزلة عشرية (12 رقم بعد الفاصلة) وجدول جيب التمام إلى 9 منازل عشرية. كما قدّم متسلسلة القوى للثابت π والزاوية ونصف القطر والقطر ومحيط الدائرة بدلالة الدوال المثلثية. تم توسيع أعماله من قبل أتباعه في مدرسة كيرلا حتى القرن السادس عشر؛ طالع متسلسلات مادهافا.

### الرياضيات الصينية

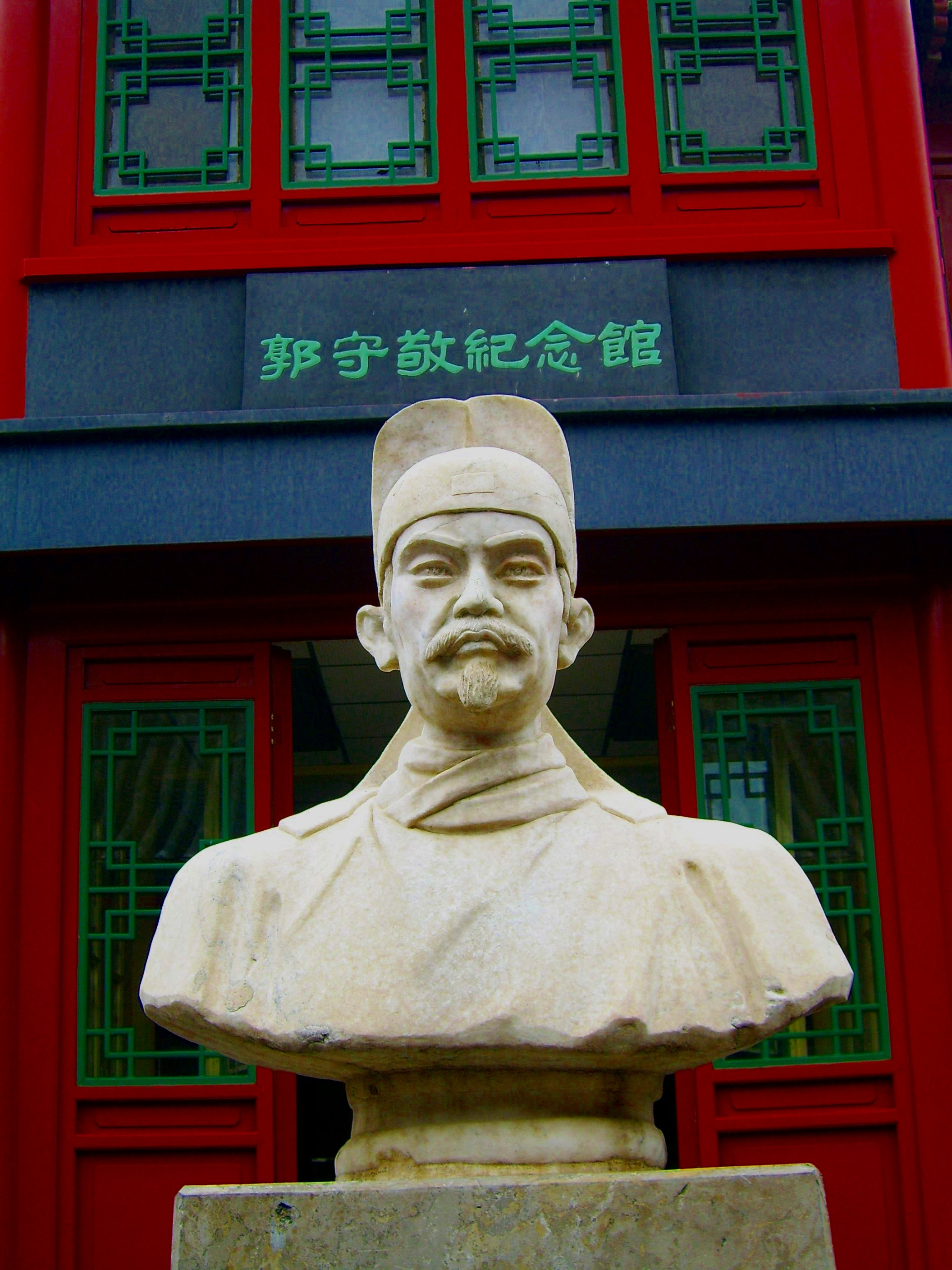
غوا شوجينغ (1231–1316)

في الصين، ترجمت جدول الجيب لأريابهاتا إلى الكتاب الرياضياتي الصيني كايوان تشانجينغ [الإنجليزية]، الذي تم تأليفه في 718 م خلال عهد أسرة تانغ الحاكمة. على الرغم من أن الصينيين برعوا في مجالات أخرى من الرياضيات مثل الهندسة الفراغية، ومبرهنة ذات الحدين، إلا أن الأشكال القديمة لحساب المثلثات لم تكن محل تقدير على نطاق واسع كما كان الحال في العالم اليوناني والهيلينيستي والهندي والإسلامي. بدلاً من ذلك، استخدم الصينيون الأوائل بديلاً تجريبيًا يُعرف باسم «تشونغ تشا»، بينما كان الاستخدام العملي لحساب المثلثات المستوي في استخدام الجيب والظل والقاطع معروفًا. ومع ذلك، فإن تطور حساب المثلثات في الصين بدأت تتغير ببطء وتتقدم خلال عهد أسرة سونغ الحاكمة (960-1279)، حيث بدأ علماء الرياضيات الصينيون في الإصرار أكثر على الحاجة إلى حساب المثلثات الكروية في علوم التقويم والحسابات الفلكية. استخدم العالم الموسوعي والرياضياتي الصيني والرجل السياسي شين كوا (1031-1095) الدوال المثلثية لحل المشاكل الرياضية لأوتار الدوائر والأقواس. اكتشف شين كوا صيغة تُقَرِّب طول قوس الدائرة s باعتبار قطر الدائرة d، وعمق القوس v، والطول c للوتر المقابل للقوس:
{\displaystyle s=c+{\frac {2v^{2}}{d}}.}
كتب «سال ريستيفو» أن عمل شين كوا في أطوال أقواس الدوائر قدم الأساس لعلم المثلثات الكروي الذي طوره عالم الرياضيات والفلكي غوا شوجينغ (1231-1316) في القرن الثالث عشر. كما ذكر المؤرخان «ل. غوشيه» و جوزيف نيدام، استخدم غو شوجينغ حساب المثلثات الكروية في حساباته لتحسين نظام التقويم وعلم الفلك الصيني.

### العصر الذهبي للحضارة الإسلامية

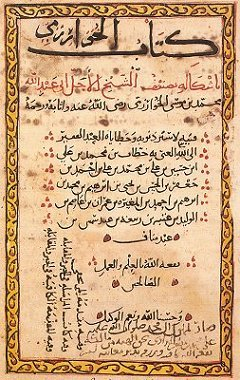
صفحة من كتاب المختصر في حساب الجبر والمقابلة للعالم محمد بن موسى الخوارزمي (820 م)

تمت ترجمة الأعمال السابقة في وقت لاحق وتوسيعها في العالم الإسلامي في العصور الوسطى من قبل علماء الرياضيات المسلمين من أصول فارسية وعربية في الغالب، الذين نصّوا عددًا كبيرًا من المبرهنات التي حررت موضوع حساب المثلثات من الاعتماد على رباعي الأضلاع الكامل، كما كان الحال في الرياضيات الهلنستية بسبب تطبيق مبرهنة منيلاوس. وبحسب إدوارد ستيوارت كينيدي، فبعد هذا التطور في الرياضيات الإسلامية «ظهر حساب المثلثات الحقيقي الأول، بمعنى أنه عندها فقط أصبح موضوع الدراسة هو المثلث الكروي أو المستوي، أضلاعه وزواياه.»
كما عُرفت الطرق التي تتعامل مع المثلثات الكروية، ولا سيما طريقة مينيلاوس الإسكندري، الذي طور مبرهنة منيلاوس للتعامل مع المشاكل الكروية. ومع ذلك ، يشير إدوارد ستيوارت كينيدي إلى أنه في حين كان من الممكن في رياضيات ما قبل الإسلام حساب مقادير الأشكال الكروية، من حيث المبدأ، باستخدام جدول الأوتار و مبرهنة منيلاوس، كان تطبيق المبرهنة على المشاكل الكروية صعبًا للغاية في المزاولة. من أجل مراقبة الأيام الدينية في التقويم الهجري حيث تم تحديد التوقيت حسب أطوار القمر، استخدم الفلكيون في البداية طريقة منيلاوس لحساب أماكن القمر والنجوم، على الرغم من أن هذه الطريقة أثبتت أنها خرقاء وصعبة. تضمن إنشاء مثلثين قائمين متقاطعين؛ من خلال تطبيق مبرهنة منيلاوس، كان من الممكن إيجاد أحد الأضلاع الستة، ولكن فقط إذا كانت الأضلاع الخمسة الأخرى معروفة. لمعرفة الوقت من ارتفاع الشمس، على سبيل المثال، كانت هناك حاجة إلى تطبيقات متكررة مبرهنة منيلاوس. بالنسبة لعلماء الفلك المسلمين في العصور الوسطى، كان هناك تحدٍّ واضح لإيجاد أبسط طريقة مثلثية.
في أوائل القرن التاسع الميلادي، أنتج محمد بن موسى الخوارزمي جداول دقيقة لدوال الجيب والجيب التمام ويقال أنه أنتج أول جدول للظلال. وكان أيضًا رائدًا في حساب المثلثات الكروية. في حوالي عام 830، اكتشف أحمد بن عبد الله المروزي ظل التمام، وأنتج جداول الظل وظل التمام. اكتشف محمد بن جابر البتاني (853–929) الدوال المقلوبة: القاطع وقاطع التمام، وأنتج الجدول الأول لقواطع التمام لكل درجة من 1° إلى 90°.
بحلول القرن العاشر الميلادي، في عمل أبي الوفاء البوزجاني، كان علماء الرياضيات المسلمون يستخدمون جميع الدوال المثلثية الستة. كان أبو الوفاء لديه جداول الجيوب بزيادات 0.25 درجة، إلى 8 أرقام عشرية بعد الفاصلة، وجداول دقيقة للظل. طور أيضًا الصيغة المثلثية التالية:
{\displaystyle \ \sin(2x)=2\sin(x)\cos(x)}

في نصه الأصلي حول حساب جيب القوس من جيب نصفها:
كما صاغ البوزجاني متطابقات مجموع وفرق الزاوية المقدمة بالبراهين الكاملة:
{\displaystyle \sin(\alpha \pm \beta )={\sqrt {\sin ^{2}\alpha -(\sin \alpha \sin \beta )^{2}}}\pm {\sqrt {\sin ^{2}\beta -(\sin \alpha \sin \beta )^{2}}}}
{\displaystyle \sin(\alpha \pm \beta )=\sin \alpha \cos \beta \pm \cos \alpha \sin \beta }

بالنسبة للمتطابقة الثانية، ينص النص على ما يلي:
اكتشف أيضًا قانون الجيب للمثلثات الكروية:
{\displaystyle {\frac {\sin A}{\sin a}}={\frac {\sin B}{\sin b}}={\frac {\sin C}{\sin c}}.}
أيضًا في أواخر القرن العاشر وأوائل القرن الحادي عشر الميلادي، أجرى الفلكي العربي المصري ابن يونس العديد من الحسابات المثلثية الدقيقة وبرهن المتطابقة المثلثية التالية:
{\displaystyle \cos a\cos b={\frac {\cos(a+b)+\cos(a-b)}{2}}}
كتب الجياني (989-1079) الأندلسي «مجهولات قسي الكرة»، والذي يعتبر «أول مخطوطة في حساب المثلثات الكروية». «يحتوي على القانون العام للجيوب، وحل المثلثات الكروية باستخدام المثلثات القطبية». وقد أثرت مخطوطته تلك تأثيرًا قويًا على الرياضيات الأوروبية، كما أثّر تعريفه للنسب الرياضية وطريقة حل المثلثات الكروية عندما تكون كافة أضلاعه مجهولة في أعمال ريغيومونتانوس.
تم تطوير طريقة التثليث لأول مرة من قبل علماء الرياضيات المسلمين، الذين طبقوها على الاستخدامات العملية مثل مسح الأراضي والجغرافيا الإسلامية، كما وصفها أبو الريحان البيروني في أوائل القرن الحادي عشر. أدخل البيروني نفسه تقنيات التثليث لقياس حجم الأرض والمسافات بين الأماكن المختلفة. في أواخر القرن الحادي عشر، حل عمر الخيام (1048-1131) المعادلات التكعيبية باستخدام الحلول العددية التقريبية التي وجدها عن طريق الاستيفاء في الجداول المثلثية. في القرن الثالث عشر، كان نصير الدين الطوسي أول من تعامل مع حساب المثلثات كتخصص رياضي مستقل عن علم الفلك، وطور حساب المثلثات الكروية في شكله الحالي.  سرد الحالات الست المميزة لمثلث قائم الزاوية في علم المثلثات الكروي ، وفي مخطوطته «رسالة في الشكل القطاع والنسبة المؤلفة»، ذكر قانون الجيوب للمثلثات المستوية والمثلثات الكروية، واكتشف قانون الظل للمثلثات الكروية، وقدم البراهين لكليهما هذه القوانين. وصف نصير الدين الطوسي بأنه مبتكر حساب المثلثات بأنه نظام رياضي في حد ذاته.
في القرن الخامس عشر، قدم غياث الدين الكاشي أول بيان صريح لقانون جيب التمام في شكل مناسب للتثليث. في فرنسا، لا يزال يشار إلى قانون جيب التمام باسم «مبرهنة الكاشي». كما أنشأ جداول مثلثية لقيم دالة الجيب إلى أربعة أرقام ستينية (تعادل 8 منازل عشرية) لكل درجة مع فروق تضاف لكل 1/60 من 1 درجة. وضع أولوغ بيك أيضًا جداول دقيقة للجيوب والظلال صحيحة إلى 8 منازل عشرية في نفس الوقت تقريبًا.

### الرياضيات المعاصرة
استخدمت جدول مثلثي مبسط ، "Toleta de marteloio" ، من قبل البحارة في البحر الأبيض المتوسط خلال القرنين الرابع عشر والخامس عشر لحساب مسار الملاحة.  وقد وصفها رامون لول الميورقي عام 1295 ، وتم وضعها في أطلس 1436 لقائد البندقية أندريا بيانكو.
قد يكون يوهانس مولر والمعروف باسم «ريغيومونتانوس»، هو أول عالم رياضيات في أوروبا من اعتبر حساب المثلثات تخصصًا في الرياضيات في حد ذاته، في كتابه De triangulis omnimodis المكتوب عام 1464، وكذلك في وقت لاحق Tabulae directionum الذي تضمن دالة الظل. ربما كان الكتاب Opus palatinum de triangulis لجورج يواخيم ريتيكيوس، طالب كوبرنيكوس، الأول في أوروبا الذي عرف الدوال المثلثية مباشرة بدلالة المثلثات القائمة بدلاً من الدوائر، مع جداول لجميع الدوال المثلثية الست؛ أُنهي هذا العمل من قبل طالب ريتيكيوس فالنتينوس أوتو في عام 1596.
في القرن السابع عشر، طور كل من إسحاق نيوتن وجيمس ستيرلينغ صيغة الاستيفاء العامة للدوال المثلثية.
في القرن الثامن عشر، كان ليونهارت أويلر في كتابه الذي نشره عام 1748 رائدا في وَصْل الدوال المثلثية في أوروبا بالتحليل الرياضي، من خلال ابتكاره للمتسلسلات غير المنتهية وتقديمه لصيغة أويلر eix = cos x + i sin x وعرفها كذلك اختصاراتٍ شبه حديثة (sin, cos, tang, cot, sec, cosec). قبل ذلك ، قام روجر كوتس بحساب مشتق الجيب في كتابه Harmonia Mensurarum. أيضًا في القرن الثامن عشر، قام بروك تايلور بتعريف متسلسلة تايلور العامة وقدم متسلسلات وتقريبات لجميع الدوال المثلثية الستة. كانت أعمال جيمس غريغوري في القرن السابع عشر وكولين ماكلورين في القرن الثامن عشر أيضًا مؤثرة جدًا في تطوير المتسلسلات المثلثية.